# クリスマスイブの奇跡
「クリスマスイブの奇跡」（クリスマスイブのきせき、原題: The Doctor, the Widow and the Wardrobe）は、イギリスのSFドラマ『ドクター・フー』のエピソード。2005年に新シリーズが始動してから始まったクリスマススペシャルの7作目であり、2011年12月25日に BBC One で初放送された。脚本はスティーヴン・モファット、監督はファレン・ブラックバーンが担当した。国際的にはアメリカ合衆国のBBCアメリカとカナダのスペースでイギリスと同日に、オーストラリアのABC1で翌日に放送された。
本作では、1941年のイングランドで異星人のタイムトラベラー11代目ドクター（演:マット・スミス）が、未亡人マッジ・アーウェル（演:クレア・スキナー）と彼女の娘リリー（演:ホリー・アール）および息子シリル（演:モーリス・コール）のクリスマス休暇の世話人を務める。ドクターはクリスマスツリーの下にプレゼントとして置いたポータルを介して彼らを雪の惑星に誘おうと計画するが、クリスマスの前にシリルがプレゼントを開けてしまい、向こうの世界へ迷い込んでしまう。シリルを捜索する中、他の3人は惑星の木々がエネルギー資源として酸性雨で溶かされる運命にあることを知る。
「クリスマスイブの奇跡」はピアーズ・ウェンガーがエグゼクティブ・プロデューサーを務めた最後のエピソードであり、同じ地位にキャロライン・スキナーが就任した最初のエピソードでもある。C・S・ルイスの小説『ライオンと魔女』の要素をエピソード化し、モファットは『ドクター・フー』のクリスマススペシャルの中で最もクリスマスらしいものに仕上げようとした。ブラックバーンも、本作には魔法が込められていると感じた。撮影は2011年9月と10月に行われ、いくつかのシーンは本物のアブロ ランカスターの機内で撮影された。イギリスでの視聴者数は1077万人で、クリスマスの日に3番目に多く視聴された番組となった。本作に対する批評家の反応は肯定的であったが、注目を浴びたコメディゲスト出演者ビル・ベイリーとアラベラ・ウィラーが十分活用されていないと感じる者もいた。

## プロット

### 前日譚
2011年12月6日、本作の前日譚がオンラインで公開された。宇宙船の中で11代目ドクターは離すと船自体が爆発するボタンを押しながら、ターディスに電話をかけてエイミー・ポンド（演:カレン・ギラン）に助けを求めるが、彼は自身の座標を把握しておらず、エイミーもターディスを操縦できないばかりか、そもそもターディスの中にも居なかった。ドクターがエイミーにメリー・クリスマスと告げてボタンを離すと、宇宙船は爆発を始める。

### 連続性
終盤でエイミーとドクターが再会した際、地球では「ドクター最後の日」から2年経っていることが明かされる。

## 製作

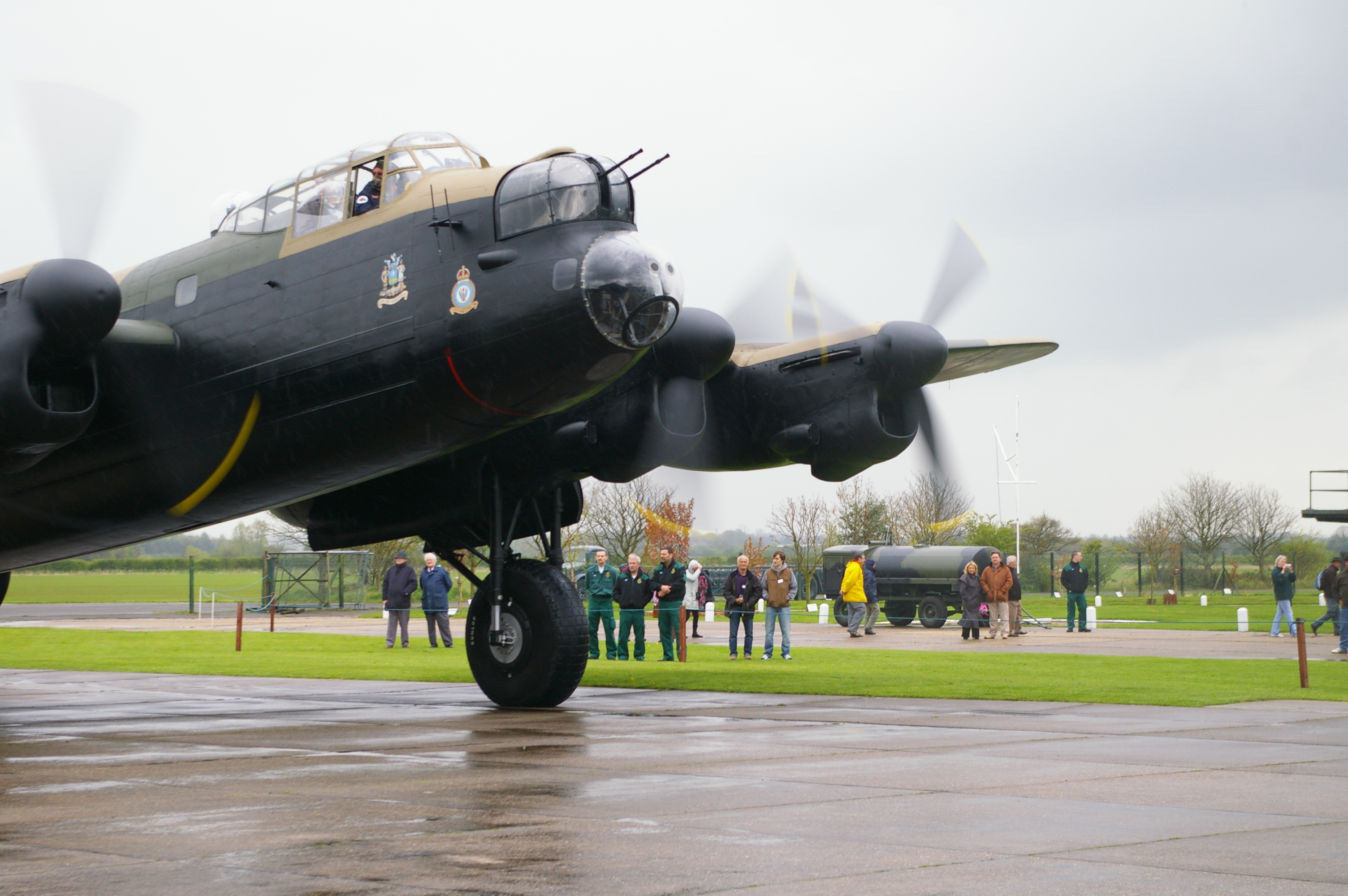
Lincolnshire Aviation Heritage Centre に保管されていた爆撃機 Just Jane が本作に使用された。

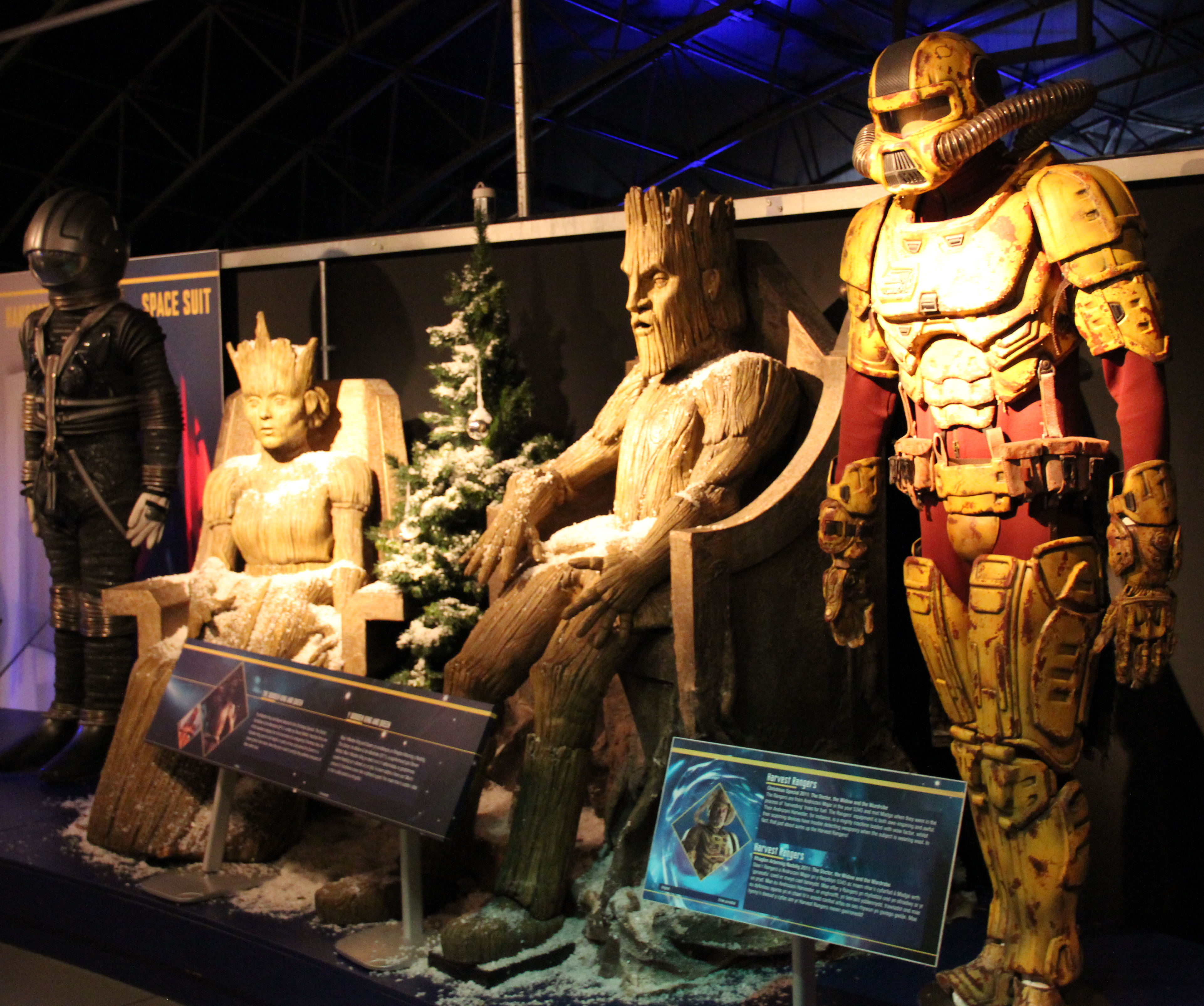
本作に登場した複数の衣装。左から宇宙服、木の女王と王、収穫作業員。Doctor Who Experience の展示。

「クリスマスイブの奇跡」は筆頭脚本家兼エグゼクティブ・プロデューサーのスティーヴン・モファットが執筆し、彼は本作を最もクリスマスらしいクリスマススペシャルにしようとした。彼は「クリスマスはドクターの好きな日だ。全てが明るく輝いていて、皆が笑っていて、馬鹿らしい帽子を被っていても誰も気にしない」と考え、クリスマスのドクターを書くことが何よりも面白いと主張した。物語はC・S・ルイスによる小説『ナルニア国物語』の『ライオンと魔女』に部分的にインスパイアされている。モファットは、『ドクター・フー』と『ナルニア国物語』の物語は子供たちが別の世界へ抜け出す同じ衝動に由来していると述べた。
ドクターがアーウェル家に屋敷を見せているシーンには、幽霊の出る石炭庫のシーンも当初はあった。登場人物のベン＝ガーとビリスは、それぞれモファットの同僚であるエグゼクティブ・プロデューサーのピアーズ・ウェンガーとベス・ウィリスに由来する。この二人にドロクシルを加えた未来人三人組は西暦5345年のアンドロザニの出身であるが、この惑星は The Caves of Androzani（1984年）に登場していた。ドクターは「地球最後の日」で9代目ドクター時代に遭遇したチームの森にも言及しており、彼らのうちの一人が自分に好意を抱いて犠牲になったことを口にしている。
「クリスマスイブの奇跡」では、エグゼクティブ・プロデューサーとしてキャロライン・スキナーが初めて、そしてピアーズ・ウェンガーが最後に役職を持った。両者は以前にも共同作業をしており、モファットは「最もスムーズに引き渡されるだろう」とコメントした。監督はスキナーとドラマ The Fades で協働したファレン・ブラックバーンが担当した。彼は『ドクター・フー』での仕事について萎縮とスリルと興奮を同時に味わい、「タフだ」と主張した。彼の気に入っているシーンは冒頭と雪の惑星の場面で、映画を製作しているかのように感じたという。作品の雰囲気について尋ねられると、古典的なアクションアドベンチャーとティム・バートンのような魔法、および根底にあるサスペンス・緊張感・暗さがミックスしてとてもクリスマスらしくなっている、と彼は返答した。
2011年9月、スペシャルの製作が始まっていて同年10月中旬に撮影完了を予定しているとBBCが告知した。BBCウェールズによる強制解雇に対する24時間に及ぶ抗議により撮影は9月30日に中断された。宇宙船の通路を舞台にした冒頭のシーンは9月20日にUskmouth発電所 (en) で撮影され、騒音が激しかったためスタッフは耳栓を使わなくてはならなかった。アレキサンダー・アームストロングの出演シーンは10月3日に Lincolnshire Aviation Heritage CentreLincolnshire Aviation Heritage Centreの爆撃機アブロ ランカスター のジャスト・ジェーンの内外で撮影された。灯台の外はグロスタシャーのディーンの森で撮影が行われた。俳優マット・スミスは「本当に辛い撮影だった。夜に森の外から中へ、そして子どもたちもいて、撮影スケジュールも急な変更を余儀なくされるし、休憩なしで撮影することもあったよ。夜中とかにお昼を食べるんだ」と語った。

### キャスティング
アレキサンダー・アームストロングは『ドクター・フー』のスピンオフシリーズ The Sarah Jane Adventures でミスター・スミスの声役でレギュラー出演し、同じ役で『ドクター・フー』第4シリーズ「盗まれた地球」「旅の終わり」に出演した。木の女王役にはポール・ケーシーがキャスティングされている。過去にケーシーは『ドクター・フー』に「時の終わり」のウード・シグマ、「ハウスの罠」のネフュー、「子連れのコンパニオン」のサイバーマンなど様々なモンスターの役で出演していた。Doctor Who Magazine の特集記事ではマッジとシリルおよびリリーはコンパニオンとして言及され、シリル役のモーリス・コール（当時9歳）は『ドクター・フー』テレビエピソード史上最年少のコンパニオンとなった。
ビリス役のアラベラ・ウィアーは3代目ドクターの別の再生体として Doctor Who Unbound のオーディオドラマ Exile に出演していた。ウィアーは本作の役を打診された際に衝撃を受けたという。ドロクシル役のビル・ベイリーはコメディチックな人間のキャラクターの役を与えられたことに喜び、「私が人間を演じるということは、感単に表現できるということだ。もし私が触手の生えた面を被ったウードなら、面白さをもたらすのは遥かに難しかったろう」と述べた。

## 放送と反応
「クリスマスイブの奇跡」は2011年12月25日にイギリスでは BBC One、アメリカ合衆国でBBCアメリカ、カナダではスペースで初放送された。オーストラリアではABC1で12月26日に初放送された。イギリスでは視聴者数890万人を記録し、クリスマスの日の番組では第4位となった。タイムシフト視聴者を加えた視聴者数の最終合計値は1077万人に達し、新シリーズではクリスマススペシャルおよび全エピソードで第3位となった。BBC iPlayer では2012年1月6日までに43万4000回視聴された。Appreciation Index は84であった。
日本では『ドクター・フー ニュー・ジェネレーション』第2シリーズとして2016年8月から第6シリーズのレギュラー放送がAXNミステリーにて始まり、「クリスマスイブの奇跡」もシーズン2の第14話として放送された。放送枠は9月15日午後10時55分からで、「ドクター最後の日」から続けての放送であった。

### 批評家の反応
本作は肯定的に評価された。Rotten Tomatoes では8件のレビューに基づいてレーティングが100%に達し、平均スコアは10点満点中7.75点を記録している。ガーディアン紙のダン・マーティンは、「今までで最も小さいが最も魅惑的かもしれないクリスマススペシャルだ」と指摘した。彼は典型的なドーム型の宇宙船が宇宙に対してではなく家族の幸福に対する脅威として登場したと述べ、「他の時期ならともかくクリスマスだから完璧に感じられる」と締め括った。彼は、クレア・スキナーがエピソードを纏めており、エイミーの登場でより特別なクリスマスになったと感じた。しかし、彼は本作の発端が子どもちの大半はプレゼントをクリスマスの前に開けたがると知っていながらプレゼントを放置していたドクターの失敗によるものだったことに拘泥した。デイリー・テレグラフのマイケル・ホーガンは本作に星4つ半を与えた。彼はコメディアンのキャストが使いこなされていないと感じたものの、スキナーとスミスについてそれぞれ賛辞の言葉を送った。
インデペンデント紙のニーラ・デブナスは本作を「クリスマススペシャル用の完璧な秘法だ」と表現し、感動的な場面を特に絶賛した。同紙のDVDレビューでは、ベン・ウォルシュが本作に4つ星を与え、「ここ数年で最高の『ドクター・フー』のクリスマススペシャルだ」と表現し、「環境メッセージが少し苦しかったが、この突飛なエピソードに力を与える中心的悲劇は胸を刺すようなものだった」とコメントした。ラジオ・タイムズのパトリック・マルケーンは、本作に期待していなかったにも拘わらず喜びの声を上げ、特にスミスの演技を称賛した。ただし彼はエイミーとローリーの"心温まる"シーンが次のシリーズでのコンパニオンの刷新を示唆しているとも指摘した。The A.V. Club のケイス・フィップスは「クリスマスイブの奇跡」にA-の評価を与え、前回のクリスマススペシャル「クリスマス・キャロル」に肩を並べられると感じた。
IGNのマット・リズレイは本作を10点満点中8点と評価し、前回のクリスマススペシャルよりも古典的・寛大的・伝染的にクリスマス風であると指摘した。彼は製作デザインと特殊効果チームについて「眩いほど記憶に残る特殊効果を作った「異質で緊張感のある異星人と曖昧なクリスマスの化身のいずれでもある冬のワンダーランドを作った」と絶賛し、さらに脇役のキャストがそのプロット装置の上を行ったと称賛した。しかし、ホーガンと同様にリズレイは、ベイリーとウィアーがアームストロングのように"欠けている"とコメントした。さらに、翌年にリズレイは「お祭り騒ぎに少し夢中になりすぎていた」「振り返ってみると、プロットが薄っぺらで、圧倒的なクリスマスの感覚がそれを過剰に補償していた」と否定的にコメントした。SFXのニック・セッチフィールドは本作に4つ星を与え、スミスと演技とブラックバーンの『ドクター・フー』監督デビューおよび特殊効果を絶賛した。しかし、彼は本作に悪役がいないことについて「興味深い実験だがクリスマスの日には理想的でなかったかもしれない」と述べ、ベイリーとウィアーの森林レンジャーについて「付け加えられたコミックリリーフのようだった」とコメントした。

## ホームメディア

### DVD
英語圏では本作単体でDVDが発売された後、「クリスマスの侵略者」から「最後のクリスマス」までのクリスマススペシャル10本を纏めたボックスセット Doctor Who – The 10 Christmas Specials としても2015年10月19日にリリースされた。
日本語版DVDは2014年12月5日に『ドクター・フー ニュー・ジェネレーション DVD-BOX 2』に同梱されて発売された。

### サウンドトラック
「クリスマスイブの奇跡」と2012年クリスマススペシャル「スノーメン」から選ばれたマレイ・ゴールドによる音楽を収録したサウンドトラックが、2013年10月21日にシルビア・スクリーン・レコーズからリリースされた。